# YggTorrent
YggTorrent（Ygg）は、2017年に作成されたフランスのプライベートトレントディレクトリおよびBitTorrentトラッカーである。
Alexa Internetによると、2020年1月1日時点でフランス国内において35番目に訪問者数の多いウェブサイトとしてランクされており、BitTorrentディレクトリおよびダウンロードサイトのカテゴリにおいて最も人気のあるものであった。
フランス当局によるサイトブロッキング、検閲、ドメイン名停止を回避するために、サイトは頻繁にトップレベルドメインを変更していた。

## コンテンツ
YggTorrentは、デジタルの視聴覚コンテンツ、コンピュータゲーム、電子書籍、ソフトウェアをインデックス化している。現在の形態は2017年7月にフランス語話者のチームによって設立され、YggTorrentは訪問者が検索、ダウンロード、トレントファイルの追加による貢献を可能にしており、BitTorrentプロトコルのユーザー間におけるファイル共有を促進している。
著作権で保護された素材を含むファイル共有サイトとして、YggTorrentの利用は一部の法域において違法である可能性がある。同サイトは著作権で保護されたコンテンツの共有を許可しており、正当な権利取得なしに行うことは違法となりうる。

## 歴史
2017年5月21日、yggtorrent.comというドメイン名が初めて登録された。サイト管理者は当初、少数のトレントを掲載するパブリックなbittorrentディレクトリとして運営していた。2017年6月26日にt411が閉鎖されたのを受けて、YggTorrentは大きく変化し、2017年7月初頭に参加型パブリックトラッカーとして正式に公開された。その数週間後、管理者はオープン登録制のプライベートトラッカーへと移行することを決定した。
2017年10月31日、t411の人気クローンであったt411.siが閉鎖とYggTorrentへの統合を発表した。12月1日には、YggTorrentは繰り返される著作権侵害および著作権保持者からGoogleに送られた多数のDMCA請求により、検索エンジンGoogleからインデックス削除された。
2017年12月8日時点で、サイトは60万人以上の会員、17万3千件のトレントを保持し、合計で200万以上のピアが接続されていた。
2018年12月、Numeramaは元サイト管理者へのインタビューを掲載し、サイトが4か月で30万ユーロを生み出していたこと、2018年12月時点でのトレント総数が28万弱であったことが明らかにされた。
2020年初頭、同サイトはTwitter上でユーザー数が350万人であると報告したが、チームによって使用される重複・三重・多重アカウント数については明示していない。2021年には、サイトはおよそ49万件のトレントを掲載していたが、その多くは非アクティブであった。
2020年2月5日、同サイトのドメイン名は、知的財産権または著作権保持者の法的権利（保護された作品の複製、配布、表示、公演、または派生作品の作成に関する独占的権利）を侵害しているとして、ドメイン登録業者によって無効化された。
2020年2月20日、同サイトのTwitterアカウントが停止され、現在はユーザーに対してマストドンでのフォローを呼びかけている。